# Повість временних літ (мультфільм)
«Повість минулих літ» (біл. Аповесць мінулых гадоў) — серія історико-пізнавальних мультфільмів про походження гербів білоруських міст, випущених кіностудією «Білорусьфільм». Автор ідеї та артпостановник Ігор Волчак. Мультфільми зняті в змішаній техніці, перша серія вийшла у 2006 році.

## Мультфільми

### «Повість минулих літ» (2006)
Перший фільм розповідає історію появи гербів кількох обласних центрів – Мінська, Бреста та Гродно.
Мультфільм триває 6 хвилин. Автор сценарію — Дмитро Якутович. Режисери-постановники: Ігор Волчак, Михайло Тумеля, Олександр Ленкін та Володимир Пяткевич.

### «Повість минулих літ» (2007)
Продовження розповіді про походження гербів обласних центрів Білорусі, цього разу Гомеля, Вітебська та Могильова.
Тривалість — 7 хвилин. 22 сек. Автор сценарію — М. Песелєва. Режисери-постановники: Наталія Хаткевич, Ірина Кадюкова, Олександр Ленкін та Михайло Тумеля.

### «Повість минулих літ» (2008)
До нової анімаційної картини увійшли фільми про герби Полоцька, Шклова, Мазиря, Червеня, Пружан і Новоградки – по одному місту від кожної області.
Тривалість мультфільму 13 хвилин. Автори сценарію: Михайло Тумеля та Євген Надтачей. Режисери-постановники — Олександр Ленкін, Михайло Тумеля, Наталя Костюченко, Наталя Хаткевич, Євген Надтачей і Тетяна Кублицька.

### «Повість минулих літ» (2010)
У четвертій частині розповідається про герби таких міст, як Браслав, Кареличі, Логішин, Брагін, Горки та Заслав. Тривалість серіалу 13 хвилин.
Режисери-постановники: Олександр Ленкін, Михайло Тумеля, Ірина Кадюкова, Наталя Хаткевич, Євген Надтачей та Наталя Кастюченко.

### «Повість минулих літ» (2012)
Розповідь про герби Косова, Солігорська, Бихова, Турова, Слоніма та Кописі.
Тривалість мультфільму 13 хвилин. Автор сценарію — Дмитро Якутович. Режисери-постановники: Юлія Титова, Тетяна Кублицька, Олександр Ленкін та Наталя Костюченко.

### «Повість минулих літ» (2014)
У цій серії йдеться про герби Лельчиць, Бобруйська, Ліди, Слуцька, Городка та Пінська. Тривалість серіалу 13 хвилин. Вперше в серіалі використана пластилінова анімація (розповідь про герб Бобруйська).
Автори сценарію: Ольга Птічкіна, Сергій Булига, Олександр Ленкін, Михайло Тумеля, Євген Надтачей та Дмитро Якутович. Режисери-постановники: Михайло Тумеля, Ірина Тарасова, Наталія Костюченко, Руслан Сінкевич, Марія Матусевич, Ксенія Мар'янкова та Євген Надтачей.